# Lonely (Diplo)
Lonely è un singolo del DJ e musicista statunitense Diplo (a nome Diplo Presents Thomas Wesley), pubblicato nel 2019 e realizzato in collaborazione con il gruppo musicale statunitense Jonas Brothers.

## Tracce
- Download digitale

1. Lonely (featuring Jonas Brothers) – 2:19

## Video
Il videoclip della canzone è stato diretto da Brandon Dermer.
1. ↑  (EN) ARIA Charts - Accreditations - 2020 Singles, su aria.com.au, Australian Recording Industry Association. URL consultato il 24 giugno 2020.
2. ↑  (EN) Lonely – Gold/Platinum, su Music Canada. URL consultato il 21 dicembre 2023.